# ستانلي ر. لي
ستانلي ر. لي (بالإنجليزية: Stanley R. Lee)‏ (6 نوفمبر 1928 - 15 يوليو 1997)؛ مؤلف، كاتب وروائي أمريكي.